# Бантузел
Бантузел (фр. Bantouzelle) насеље је и општина у североисточној Француској у региону Север-Па де Кале, у департману Север која припада префектури Камбре.
По подацима из 2011. године у општини је живело 411 становника, а густина насељености је износила 55,17 становника/km². Општина се простире на површини од 7,45 km². Налази се на средњој надморској висини од 75 метара (максималној 143 m, а минималној 69 m).

## Демографија
| 1962. | 1968. | 1975. | 1982. | 1990. | 1999. | 2011. |
| ----- | ----- | ----- | ----- | ----- | ----- | ----- |
| 387   | 415   | 386   | 375   | 356   | 386   | 411   |

График промене броја становника у току последњих година